# رودريغو تادي
رودريغو فيرانتي تادي (من مواليد 6 مارس 1980 في ساو باولو في البرازيل)، لاعب كرة قدم برازيلي.
بدأ مسيرته الكروية مع نادي بالميراس في عام 2000، ولعب معهم حتى عام 2002، وشارك معهم في 25 مباراة وسجل هدف واحد، وفي عام 2002 انتقل إلى نادي سيينا الإيطالي، ولعب معهم حتى عام 2005، وشارك معهم في 74 مباراة وسجل 14 هدف، ومنذ عام 2005 وهو يلعب مع نادي روما.

## روابط خارجية
- رودريغو تادي على موقع قاعدة بيانات كرة القدم.إي يو (الإنجليزية)
- رودريغو تادي على موقع Soccerbase.com (لاعب) (الإنجليزية)
- رودريغو تادي على موقع Soccerway.com (الإنجليزية)
- رودريغو تادي على موقع عالم كرة القدم.نت (الإنجليزية)
- رودريغو تادي على موقع كووورة
- رودريغو تادي على موقع AS.com (الإسبانية)